# Pteroptrix vasta
Pteroptrix vasta är en stekelart som först beskrevs av Prinsloo och Neser 1990.  Pteroptrix vasta ingår i släktet Pteroptrix och familjen växtlussteklar. Inga underarter finns listade i Catalogue of Life.